# Снятинський район
Сня́тинський райо́н — колишній район України на південному сході Івано-Франківської області. Населення становить 65 975 осіб (на 1 серпня 2013). Площа району 600 км². Район утворено у 1940 році.

## Географія

### Розташування
Снятинський район розмістився на південному сході Івано-Франківської області та розташований на Східноєвропейській платформі. Належить до Верхньопрутсько-Дністровського фізико-географічного району. Лежить на т. зв. Прутсько-Черемоській височині та на Коломийсько-Снятинській рівнині.

### Геологія
Територія Снятинщини, як і всього Прикарпаття у минулому була вкрита Галицько-Бассарабським морем. І тільки близько 50 млн років тому, внаслідок тектонічного підвищення земної кори, вода стекла в басейн сучасного Чорного моря. Трохи згодом, 15 млн років тому, через загальне потепління клімату почали танути південний і карпатський льодовики. Останній і утворив нинішнє русло річки Прут. Почало створюватися «обличчя» сучасного суходолу.
Припрутський природний район простягається вздовж лівого берега Пруту і представлений серією високих та середніх його терас. На поверхні вони складені лесовидними суглинками, під якими залягають потужні верстви галечникового алювію, відкладеного карпатськими притоками Пруту. Тераси глибоко почленовані долинами приток річки, внаслідок чого мають дуже хвилястий, а місцями навіть горбистий рельєф. У минулому вони були зайняті дібровами і різнотравно-злаковими луками, під якими утворилися опідзолені ґрунти чорноземного типу 28.

### Ґрунти
Є значні масиви чорноземів опідзолених, вилугованих, малогумусних карбонатних чорноземів.

### Гідрографія
Джерела Пруту починаються на північних схилах Чорногірського хребта на висоті понад 1750 м над рівнем моря в районі гори і Говерли.
Від Ланчина до Снятина дно долини Прута плоске і широке, русло розбивається на густу сітку рукавів, приток тощо. До Заболотова правий берег річки крутий, часто лісистий, лівий — довгий, пологий, покритий луками і полями. Від Заболотова до Снятина лівий берег Пруту крутий, порізаний ярами і балками.
Басейн Пруту в межах Івано-Франківської області своєю верхньою течією збирає води з найвищої частини Прикарпаття — гуцульських Карпат. Основна водозбірна площа — на правобережжі, і там само — найбільші його притоки — Черемош, Рибниця, Пістинька, Луква, Ослава та інші. Лівих приток багато тільки в гірській частині. Покутські (ліві) притоки маловодні: найбільші з них — Турка (40 км; площа басейну 110 км), Чорнява (62 км; 351 км), Белелуйка (30 км; 253 км), Орелець (13 км; 31,2 км).

### Флора
Край лежить у лісостеповій ландшафтній зоні. У структурі земель переважають сільськогосподарські угіддя. У районі розорано 64 % земель. Природна трав'яниста рослинність тут збереглася тільки на крутих схилах, в долинах річок, по ярах і балках. Ліси розміщені, головним чином, на непридатних для сільськогосподарського використання угіддях. Вони, в основному, дубові та грабово-дубові.

### Природно-заповідний фонд
- Ботанічні заказники:

Іванків, Урочище Лупені, Хомів.
- Заповідні урочища:

Дубки, За Лазами, За Прутом, Мар'яникове-1, Мар'яникове-2, Панський луг-1, Панський луг-2, Русівське, Чорняве.
- Ботанічні пам'ятки природи:

Дуб Яноти, Урочище «Сивулька-Бита».
- Дендрологічні парки:

«Пролісок».

### Районний центр
Районний центр — місто Снятин. Поверхня його хвиляста, перевищення висот становить 110 м. Тут є поклади гіпсо-ангідриту, гіпсу, глин. Пересічна температура січня — 4,9°, липня +18,7°. Опадів 620 мл. на рік. Площа земельних насаджень 36 га. В межах міста є 4 заповідні зони місцевого значення. Найвищі висоти: Снятин — 273, Кулачин — 238 , Залуччя — 212, Микулинці — 209 м понад рівнем моря. За 5 км від райцентру проходить залізниця Львів—Чернівці.
До обласного центру 107 км шосейним шляхом, 90 км залізницею. Снятин населяють більш ніж 10 тисяч осіб. Місто розташоване на лівому березі р. Прут (ліва притока Дунаю). Загальна протяжність Пруту — 910 км, площа басейну 27500 км². У межах області, від витоку до м. Снятина, річка має довжину близько 150 км.

## Історія
Місто Снятин — районний центр, розташований на лівому березі річки Прут. На території міста знайдено скарб та велику кількість окремих римських монет II—IV ст. Перші відомості про Снятин належать до 1158 року.
Снятин назвали ім'ям власника міста — воєводи Костянтина Сірославовича, високого воєначальника і боярина при дворі галицького князя Ярослава Осмомисла, який в літописі іменується Кснятин, Костянтин.
На Снятинщині у 1490 році відбулось відоме антифеодальне повстання під приводом Мухи.
До стародавніх поселень району належать Княже (1405 р.), Залуччя (1442), Балинці (1462 р.), Заболотів (1579 р.), Рудники (друга половина XV ст.), Стецева (1472 р.).
Сучасний Снятинський район утворено у 1940 році.
На території району діяла районна організація ОУН, очолювана районним проводом ОУН, який підпорядковувався Городенківському надрайонному проводу ОУН.
9 березня 1960 р. Станіславський облвиконком ухвалив рішення про приєднання Русівської сільради до Потічківської.

## Адміністративний устрій
Адміністративно-територіально район устрій Снятинського району Івано-Франківської області на 1 міську раду, 1 селишну раду та 31 сільську раду, які об'єднують 49 населених пунктів і підпорядковані Снятинській районній раді. Адміністративний центр — місто Снятин.

## Економіка
Провідне місце в економіці Снятинщини займає виробництво зерна і цукрових буряків, м'ясо-молочне тваринництво.
Провідне місце в економіці Снятина займає сільське господарство.

## Населення
Розподіл населення за віком та статтю (2001):
| Стать | Всього | До 15 років | 15-24 | 25-44 | 45-64 | 65-85 | Понад 85 |
| --- | ------ | ----------- | ----- | ----- | ----- | ----- | -------- |
| Чоловіки | 31 991 | 7032        | 4796  | 9906  | 6545  | 3563  | 149      |
| Жінки | 36 978 | 6538        | 4682  | 9912  | 7881  | 7364  | 601      |
| \| Статево-вікова піраміда \| Статево-вікова піраміда \| Статево-вікова піраміда \| \| ----------------------- \| ----------------------- \| ----------------------- \| \| Чоловіки \| Вік \| Жінки \| \| 149 \| 85 + \| 601 \| \| 277 \| 80-84 \| 843 \| \| 665 \| 75-79 \| 1859 \| \| 1138 \| 70-74 \| 2287 \| \| 1483 \| 65-69 \| 2375 \| \| 1444 \| 60-64 \| 2252 \| \| 1120 \| 55-59 \| 1438 \| \| 1878 \| 50-54 \| 2067 \| \| 2103 \| 45-49 \| 2124 \| \| 2662 \| 40-44 \| 2820 \| \| 2497 \| 35-39 \| 2511 \| \| 2331 \| 30-34 \| 2207 \| \| 2416 \| 25-29 \| 2374 \| \| 2440 \| 20-24 \| 2339 \| \| 2356 \| 15-20 \| 2343 \| \| 2807 \| 10-14 \| 2621 \| \| 2397 \| 5-9 \| 2167 \| \| 1828 \| 0-4 \| 1750 \| |        |             |       |       |       |       |          |
| Статево-вікова піраміда |        |             |       |       |       |       |          |
| Чоловіки | Вік    | Жінки       |       |       |       |       |          |
| 149 | 85 +   | 601         |       |       |       |       |          |
| 277 | 80-84  | 843         |       |       |       |       |          |
| 665 | 75-79  | 1859        |       |       |       |       |          |
| 1138 | 70-74  | 2287        |       |       |       |       |          |
| 1483 | 65-69  | 2375        |       |       |       |       |          |
| 1444 | 60-64  | 2252        |       |       |       |       |          |
| 1120 | 55-59  | 1438        |       |       |       |       |          |
| 1878 | 50-54  | 2067        |       |       |       |       |          |
| 2103 | 45-49  | 2124        |       |       |       |       |          |
| 2662 | 40-44  | 2820        |       |       |       |       |          |
| 2497 | 35-39  | 2511        |       |       |       |       |          |
| 2331 | 30-34  | 2207        |       |       |       |       |          |
| 2416 | 25-29  | 2374        |       |       |       |       |          |
| 2440 | 20-24  | 2339        |       |       |       |       |          |
| 2356 | 15-20  | 2343        |       |       |       |       |          |
| 2807 | 10-14  | 2621        |       |       |       |       |          |
| 2397 | 5-9    | 2167        |       |       |       |       |          |
| 1828 | 0-4    | 1750        |       |       |       |       |          |

Національний склад населення за даними перепису 2001 року:
| Національність | Кількість осіб | Відсоток |
| -------------- | -------------- | -------- |
| українці       | 68481          | 99,29 %  |
| росіяни        | 305            | 0,44 %   |
| поляки         | 45             | 0,06 %   |
| білоруси       | 38             | 0,06 %   |
| молдовани      | 23             | 0,03 %   |
| інші           | 79             | 0,11 %   |

Мовний склад населення за даними перепису 2001 року:
| Мова       | Кількість осіб | Відсоток |
| ---------- | -------------- | -------- |
| українська | 68608          | 99,47 %  |
| російська  | 273            | 0,40 %   |
| білоруська | 23             | 0,03 %   |
| польська   | 20             | 0,03 %   |
| молдовська | 12             | 0,02 %   |
| інші       | 35             | 0,05 %   |

| Населений пункт  | Рада                              | Населення |
| ---------------- | --------------------------------- | --------- |
| Балинці          | Балинцівська сільська рада        | 1346      |
| Белелуя          | Белелуївська сільська рада        | 1500      |
| Борщів           | Борщівська сільська рада          | 1700      |
| Борщівська Турка | Борщівська сільська рада          | 265       |
| Будилів          | Будилівська сільська рада         | 1194      |
| Бучачки          | Балинцівська сільська рада        | 704       |
| Видинів          | Видинівська сільська рада         | 1148      |
| Вишнівка         | Ганьківська сільська рада         | 102       |
| Вовчківці        | Вовчківська сільська рада         | 2304      |
| Ганьківці        | Ганьківська сільська рада         | 1702      |
| Горішнє Залуччя  | Горішньозалучанська сільська рада | 1297      |
| Джурів           | Джурівська сільська рада          | 1810      |
| Долішнє Залуччя  | Горішньозалучанська сільська рада | 1843      |
| Драгасимів       | Княженська сільська рада          | 543       |
| Завалля          | Завальська сільська рада          | 1145      |
| Заболотів        | Заболотівська селищна рада        | 4129      |
| Задубрівці       | Задубрівська сільська рада        | 1838      |
| Запруття         | Завальська сільська рада          | 179       |
| Зібранівка       | Шевченківська сільська рада       | 801       |
| Іллінці          | Іллінецька сільська рада          | 2366      |
| Келихів          | Тулуківська сільська рада         | 410       |
| Княже            | Княженська сільська рада          | 1384      |
| Красноставці     | Красноставська сільська рада      | 1093      |
| Кулачківці       | Кулачківська сільська рада        | 1410      |
| Любківці         | Олешківська сільська рада         | 690       |
| Новоселиця       | Новоселицька сільська рада        | 1252      |
| Олешків          | Олешківська сільська рада         | 596       |
| Орелець          | Устянська сільська рада           | 795       |
| Підвисоке        | Підвисоцька сільська рада         | 850       |
| Попельники       | Попельниківська сільська рада     | 1512      |
| Потічок          | Потічківська сільська рада        | 1201      |
| Прутівка         | Прутівська сільська рада          | 1511      |
| Рожневі Поля     | Шевченківська сільська рада       | 424       |
| Рудники          | Рудниківська сільська рада        | 1429      |
| Русів            | Русівська сільська рада           | 1119      |
| Снятин           | Снятинська міська рада            | 10 210    |
| Стецева          | Стецівська сільська рада          | 3204      |
| Стецівка         | Стецівська сільська рада          | 216       |
| Троїця           | Троїцька сільська рада            | 1898      |
| Тростянець       | Тростянецька сільська рада        | 1416      |
| Трофанівка       | Балинцівська сільська рада        | 704       |
| Тулова           | Устянська сільська рада           | 887       |
| Тулуків          | Тулуківська сільська рада         | 1330      |
| Тучапи           | Тучапська сільська рада           | 542       |
| Устя             | Устянська сільська рада           | 1244      |
| Хлібичин         | Борщівська сільська рада          | 573       |
| Хом'яківка       | Кулачківська сільська рада        | 1010      |
| Хутір-Будилів    | Хутір-Будилівська сільська рада   | 1187      |
| Шевченкове       | Шевченківська сільська рада       | 424       |

## Політика
25 травня 2014 року відбулися Президентські вибори України. У межах Снятинського району було створено 59 виборчих дільниць. Явка на виборах складала — 74,06 % (проголосували 38 332 із 51 760 виборців). Найбільшу кількість голосів отримав Петро Порошенко — 52,20 % (20 009 виборців); Юлія Тимошенко — 25,48 % (9 766 виборців), Олег Ляшко — 12,16 % (4 660 виборців), Анатолій Гриценко — 4,24 % (1 626 виборців). Решта кандидатів набрали меншу кількість голосів. Кількість недійсних або зіпсованих бюлетенів — 0,64 %.

## Пам'ятки
У Снятинському районі на обліку перебувають 134 пам'ятки архітектури.

## Персоналії
Багато мешканців Снятина стали знатними людьми. Найбільш відомий видатний український письменник-новеліст Василь Стефаник (у селі Русові він проживав і творив все своє життя, народний художник, лауреат Державної премії України ім. Т. Шевченка В. Касіян, письменниця демократичного напрямку, публіцистка і громадська діячка Наталя Кобринська (Озаркевич), композитор і педагог Р. Симович (у 1954 р. його було удостоєно звання заслуженого діяча мистецтв України) та письменник П. Мельник (псевдонім Петро Голота). У Снятині відкрито літературно-меморіальні музеї в будинках, де жили українські письменники Василь Стефаник (1941 р.), Марко Черемшина (1949 р.).